# Charlie Faumuina
Charlie Faumuina (24 de dezembro de 1986) é um jogador de rugby neozelandês, que joga na posição de forward.

## Carreira
Charlie Faumuina integrou o elenco da Seleção de Rugby Union da Nova Zelândia campeão na Copa do Mundo de Rugby Union de 2015.